# 中国空軍の上海爆撃 (1937年)
中国空軍の上海爆撃は、第二次上海事変中の1937年8月に中華民国空軍と日本軍との戦いの中で上海で起きた誤爆事件である。
この中で8月14日に起きた中国軍機の誤爆によるとみられる多数の民間人死亡事故が、中国側では“大世界墜弾惨案”、もしくは“黑色星期六”（暗黒の土曜日）と呼称されている。

## 背景
航空機が大きな役割を果たした第一次世界大戦後より1920年代にかけ、航空戦力の本質を攻勢として爆撃機による決定的破壊攻撃を説いたジュリオ・ドゥーエをはじめ、ウィリアム・ミッチェル、ヒュー・トレンチャードなどの制空獲得、政戦略的要地攻撃理論は大きな注目を集めた。1930年代にはそれらの理論は技術的にも可能となり、列強は分科比率で爆撃機を重視するようになった。
そんな中、満州事変以後、空軍の拡充に乗り出した中華民国は、アメリカ、ドイツ、イタリアなど列強各国からの航空機と運用理論を貪欲に集めた。その中でも大きな影響を与えたのが33年より招聘されたイタリア軍事顧問団だった。蒋介石は彼らに中央航空学校での教育のみならず、空軍再編計画をも依頼した。この際、同国のドゥーエの制空思想も伝わったと考えられている。1936年末、国民政府軍事委員会参謀本部（開戦後軍令部と改称）は、1937年度の「国防作戦計画」を制定。その中の「作戦指導要領」で中国空軍による戦略爆撃を立案したが、その中身は大型爆撃機にて佐世保、横須賀などの軍飛行場を奇襲攻撃し、さらに東京、大阪などの大都市を爆撃準備するというもので、当時の中国の軍事力では不可能であった。当時、中国空軍が保有する大型爆撃機といえばマーチンB-10 6機と中独合作で得たハインケル He111 6機のみで、あとの大半はノースロップ・ガンマ2EC、ダグラス O-2MCなどの軽爆撃機であったからである。ただし、中国国内の戦場ならば日本軍の航空機が序盤で展開できる数は限られており、内線作戦で用いれば集中使用しやすかった。盧溝橋事件後、抗戦計画策定に携わった軍政部次長の陳誠は、日本軍の拠点たる天津、豊台の航空基地を奇襲、徹底的に爆撃するという計画を立てた。
事実、上海攻略に当たる日本軍にとって、最新鋭の戦闘機を揃えた中国の空軍戦力は侮りがたいものであった。戦力を無力化すべく、当時木更津・鹿屋航空隊に配備されていた最新鋭の96式陸上攻撃機38機の投入を決定、両航空隊をして第1連合航空隊を結成した。8月8日に九州・鹿屋航空隊所属の陸攻が本拠地を離れ、台湾に進出。これに先んじて中国空軍も南昌に集中する9個大隊の戦闘配置命令を下し、5日に空軍戦力を各地に分散させた。しかし、台風によって両者は睨み合いのまま足取りを阻まれていた。
11日、第十二戦隊（水上機母艦神威及び第二十四航空戦隊、駆逐艦朝凪）は搭載水上機によって虹橋飛行場などの上海周辺の諸施設を偵察したが、この行動は中国側を刺激し、後述する中国軍の先制爆撃に繋がったと第三艦隊でも認識されていた。
13日、第三艦隊指令長官長谷川清中将は中国空軍に先制攻撃を加えるべく、第1連合航空隊および大連港の空母加賀、鳳翔、龍驤に出撃命令を下したが、三隻ともに台風のため身動きが取れない状況となっていたため、翌日5時30分、天候回復するまで空襲を見合わすべきと発令した。一方、中国空軍司令周至柔も13日に「空軍作戦第一号令」を発動。これは上海に上陸した日本軍、および長江に展開する日本艦艇を爆装した空軍戦力をして壊滅させる計画であった。
上海には第三艦隊の装甲巡洋艦「出雲」と第十一戦隊・第十六駆逐隊に加えて11日に増援として第八戦隊と第一水雷戦隊（第二駆逐隊、第九駆逐隊、第二十一駆逐隊）が到着していた。第三艦隊は出雲、第十一戦隊、第十六駆逐隊を第一警戒部隊、第八戦隊と第一水雷戦隊を第二警戒部隊として配置させた。
13日19時頃に公大飛行場の陸戦隊部隊を支援していた「栗」、「熱海」が虹江から中国軍の射撃を受け応戦していた。

## 中国軍機の飛来

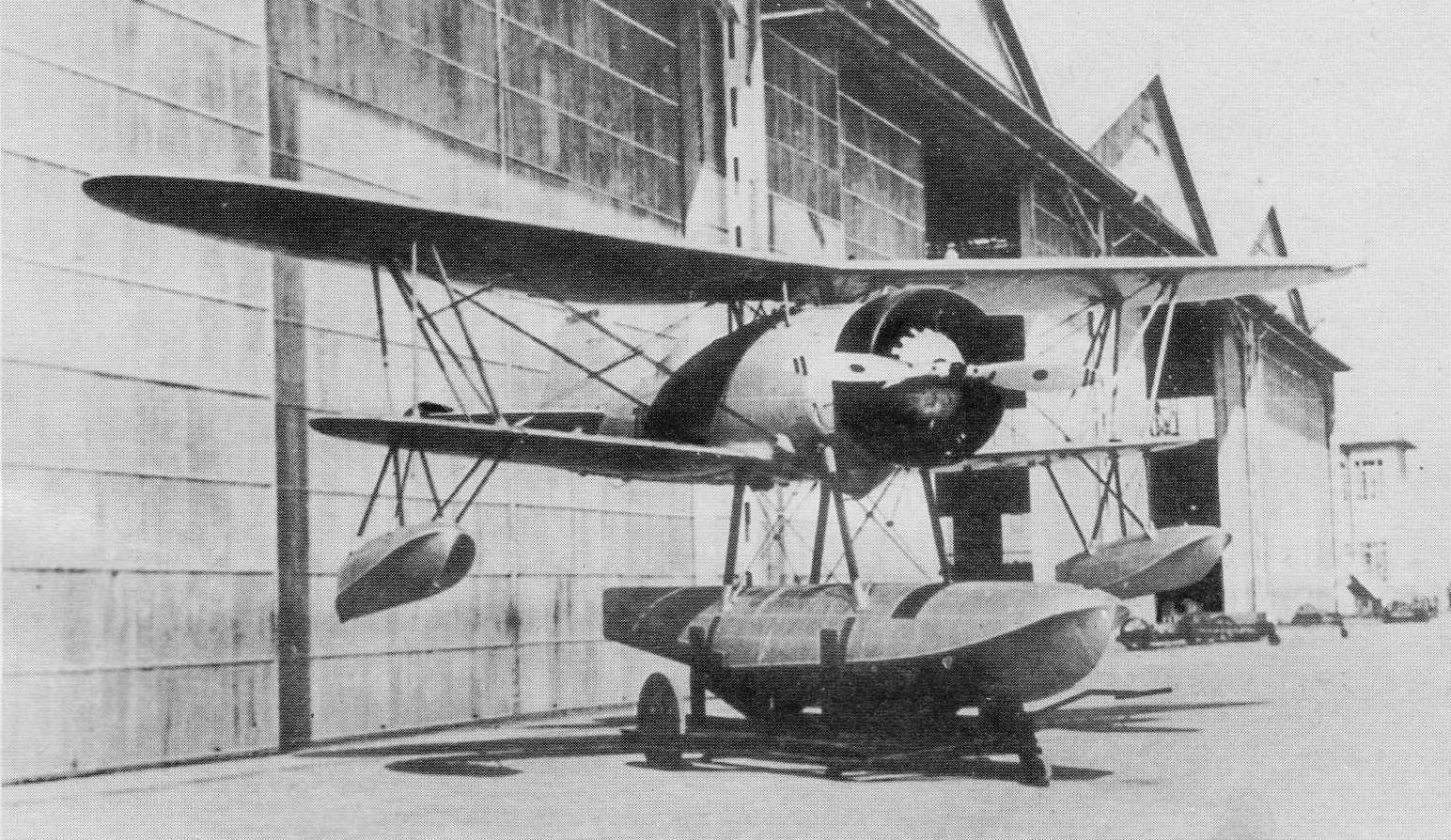
九五式水上偵察機

14日早朝、続く「空軍作戦第二号令」を受けた暫編第35中隊の許思廉率いる5機のヴォート V92「コルセア」が筧橋を発進、続いて8時40分、安徽省広徳基地の空軍第2大隊（大隊長：張廷孟中校）に出撃命令が下り、同大隊所属のノースロップ・ガンマ 19機が副大隊長孫桐崗少校に率いられ上海へと向かった。9時20分、250キロ瞬発爆弾1発をそれぞれ爆装したアメリカ製のカーチス・ホークⅢを主力とする第5大隊第24中隊の8機が大隊長丁紀徐に率いられ揚州飛行場を発した。
当時第二連合航空隊参謀だった源田実によると、中華民国空軍による日本軍艦の爆撃は事前に上海租界の関係各所に予告されていたが予定の時刻になると避難するどころか逆に爆撃の様子を見ようと眺めのよい場所に群衆が集まっていたため後述する被害が拡大したとする説がある。
10時30分、龔穎澄率いる第11中隊6機が黄浦江にいた日本の第三艦隊の旗艦装甲巡洋艦「出雲」上空に飛来し、うち3機が11時22分、250キロ爆弾6発を投下。しかし雲によって照準が定まらず、5発は川に落ちて巨大な水柱を起こし、残り1発は、ジャーディン・マセソン社の倉庫に当たる。出雲ともう1隻の軽巡洋艦「川内」は高射砲の一斉射撃2回で援護しながら各々艦載機（九五式水上偵察機）を飛ばした。第8戦隊では波が高く、艦載機の使用不能と判断された。また、午前10時50分に戦闘機3機、爆撃機1機が上海特別陸戦隊本部を、55分には爆撃機5機が呉淞沖の第8戦隊を攻撃した。
出雲、川内の九五式水上偵察機は午後2時45分、虹橋飛行場をそれぞれ爆撃、また閘北方面の中国軍地上部隊を攻撃し帰還、上空警戒にあたった。
同日午後4時、南から再び第5大隊第24中隊3機、ついで第25中隊の3機が飛来し、フランス租界と国際共同租界を横切って再び日本の軍艦への攻撃を開始、日本側は高射砲の射撃を続けた。雲の内外を飛び回る中国軍爆撃機10機を日本軍水上偵察機2機が迎撃したが、速度不足で射程に捉えることができず、旋回と出直しを繰り返した。

## 上海租界での誤爆
日本軍艦出雲は国際共同租界の正面の黄浦江に停泊し、そこから上陸した日本軍を支援するための砲撃を宝山、閘北等の中国人居住地区に加えていた。中国空軍は反撃として出雲を爆撃しようとしたが、中国側の公式発表によれば、接近中に日本軍の高射砲で複数の機の爆弾架が被弾してしまったという。
一部の機は爆弾を黄浦江に落とすことに成功したものの、午後４時27分、２発乃至３発の爆弾が南京路のキャセイホテル前の道路とパレスホテルやキャセイホテル自体にも落ち、12人の外国人を含めて、爆発で百人以上が死に、四百人以上が負傷した。
さらに、その数分後の４時30分頃、パイロットは持っていた重爆弾を人のいなかった上海競馬場に投下しようとしたものではないかといわれるが、２発以上の爆弾が誤ってその東にあるチベット通りとエドワード7世大通り(国際共同租界とフランス租界の境界線である)の交差点付近、避難所となっていた大世界娯楽センターの前に落ちた。そこは繁華街である上、当時、租界は、前日から始まった第二次上海事変のために多くの避難民が殺到し、その付近の路上には避難所の混雑を逃れた避難民が多くあふれていた状態だったと伝えられる。爆弾により巨大な炎と激しい爆発が起こり、千人以上が死亡、やはり千人前後が負傷したとされる。重量約1,000ポンドと見られる爆弾により、半径50メートルの範囲が壊滅した。犠牲者の大部分は、その服は完全に引き剥がされ、体はバラバラにちぎれた。一つの遅延起爆型と思われる爆弾は、周囲の被害は限定的だったものの、コンクリート、石敷、及び固めた地面の層を貫通し、通りに幅3メートル、深さ2.4メートルのクレーターを造った。また、日本軍の高射砲の砲撃による砲弾の破片や榴散弾の弾丸の落下による国際共同租界での死傷事故も相次いだ。
これら一連の爆撃でノースチャイナ・デイリー・ニュース会計部長ウィリアムズ、チャイニーズ・レコーダー紙記者ローリンソン、上海市参事会員エスリン、プリンストン大学教授ロバート・カール・ライシャワー（Robert Karl Reischauer, 1907-37）、南部バプテスト連盟の宣教師フランク・ジョセフ・ローリンソンら海外要人が多数犠牲となった。
誤爆の原因については、日本軍の高射砲攻撃等による中国機の爆弾架の損傷の結果とする説の他、当時中国空軍に雇われ参謀長となっていたクレア・リー・シェンノートは、中国空軍は通常高空からの爆撃を練習していたものの当日は悪天候で雲があり、低空で爆撃することになったが、新米飛行士がそれに合わせた照準器の調整を行わず、出撃した可能性があることを指摘している。また、もっとありそうなこととして、当時の爆弾落下装置は不安定なことで知られており、投下スイッチがうまく働かなかった可能性を指摘する意見もある。最後の説では、雲の上を飛んでいた日本軍機による盲爆の可能性も否定していない。当時1937年8月14日の東京朝日新聞号外は中国機の誤爆と報じ、戦後に中国側でまとめられた『上海史』も中国機の誤爆としている。

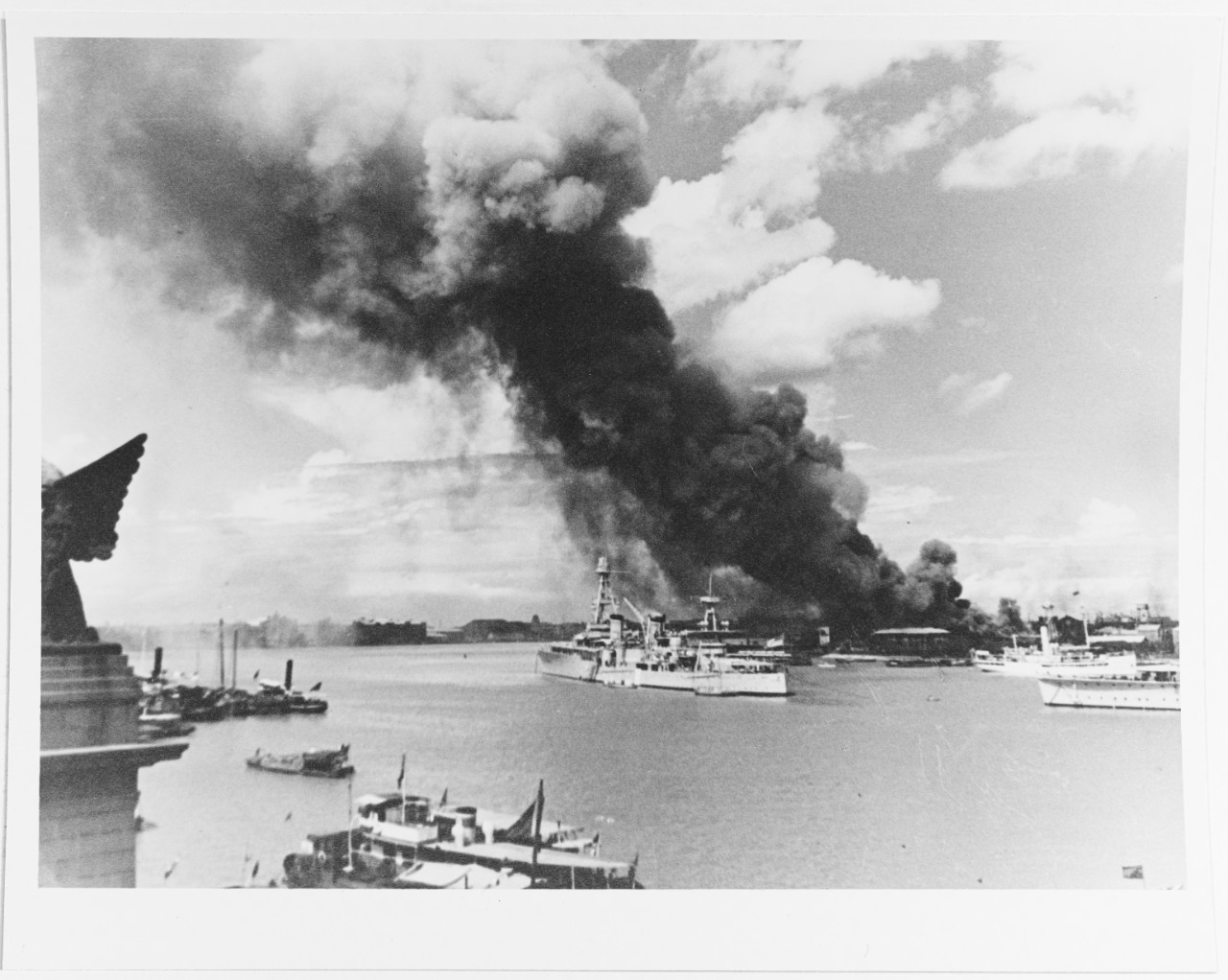
上海バンドから撮影した炎上する浦東区と停泊する米巡洋艦オーガスタ及び英巡洋艦ダナエー（1937年8月14日）

中国軍爆撃機の攻撃は黄浦江の呉淞近くにいたイギリス海軍重巡洋艦「カンバーランド（Cumberland）」及び合衆国アジア艦隊旗艦である重巡洋艦「オーガスタ（Augusta）」の2隻にも向けられた。爆撃機2機の急降下はカンバーランド上空で行われたが、パイロットによる水平飛行への移行操作が早すぎ爆弾を誤った方向に向けたため攻撃は失敗した。中国軍機は悪天候のため両方の艦船を日本の艦船と間違えて攻撃したとされる。また、どちらの艦からも発砲はなかった。
日本艦の対空砲火により中国軍機は爆撃の際高度を保つことを強いられ、効果的な爆撃ができなかった。しかし、ひとつの爆弾は黄浦江の浦東側のアジア石油社（英国系資本）の設備に命中し、一晩中燃え続けるほどの火災を起こした。
午後5時、山崎良平三空曹操縦、宮田旻大尉偵察の95式水偵は祝鴻信の操縦するノースロップ907号を射撃し黒煙を吐かせた。ついで第34中隊長・周庭芳上尉のカーチス・ホークⅡと20分間の格闘戦になったが、15発の命中弾を受け、形勢不利と見て雲の中に撤収した。また、森澄夫三空曹操縦、藤岡与一一空曹偵察の水偵も梁鴻雲上尉操縦のカーチス・ホークⅢ2410号を撃墜した。
この日の戦闘において日本軍は、艦載機による中国軍機2機と、艦船の高射砲により墜落した李傳謀少尉操縦のノースロップ1408号を加えた3機を撃墜したと発表したが祝鴻信機は後部座席の任雲閣准尉を失いながらも帰還している。
後のこととなるが、この誤爆事件を受けて、上海市議会は艦船出雲を日本領事館近くの場所から移動するよう要請。また、上海にいた米英仏の艦船の提督らは戦闘を控え、それぞれの艦船を離す覚書を交わしたが、日本側はこれを同調することを拒否した。しかし、中国軍側は今度は電雷学校所属の魚雷艇による魚雷攻撃を試み、魚雷は外れたものの近くで爆発し、出雲にも損傷があり、この事態を受けて、結局、出雲は川下に移動した。本来、そちらの場所の方が、日本人居留者の保護や収容にはむしろ都合が良かったという。

## 八一四空戦
一方同日、日本海軍は台湾松山飛行場より新田慎一少佐率いる鹿屋海軍航空隊の九六式陸上攻撃機 9機、浅野楠太郎少佐率いる8機を飛ばし、杭州や広徳へ渡洋爆撃に向かわせた。しかし、周家口より飛び立った高志航中校率いる第4大隊に迎撃され、新田隊は2機未帰還・1機大破、浅野隊は1機不時着放棄の損害を受けた。これは空中戦における中国空軍初の戦果となった。この事から、戦後に8月14日は中華民国空軍の記念日「空軍節」に指定された。1955年に三軍共通の軍隊記念日「軍人節」が制定され、現在でも台湾空軍ではこの日に盛大なイベントを催している。

## 16日～25日
15日朝にようやく第二航空戦隊（加賀）が韮山列島沖に到着、紹興、南京、杭州へ空襲を行ったが大損害を出した（南京爆撃）。
午後には第一航空戦隊（鳳翔、龍驤）の艦載機が攻撃を試みたが悪天候で発進できず、神威の搭載機9機のみが杭州を爆撃。同日夜に第三水雷戦隊（第一水雷隊欠）が上海に到着。
16日、中国空軍は6回、のべ25機で上海、呉淞沖の艦船及び陸戦隊本部を爆撃した。日本軍は2機を撃墜したが若干の被害を受けた。また16日以降から加賀に加えて第一航空戦隊（鳳翔、龍驤）と神威の搭載機が上海周辺で上空援護を行った。
17日、中国空軍は昼間5回、夜間1回、のべ40機で飛来し、陸戦陣地、楊樹浦飛行場陣地、出雲他艦船が攻撃を受けたが損害はなかったとされる。この日をピークとして航空戦は開戦初頭の混乱を脱し、落ち着きを見せた。爆撃は25日まで行われた。
18日には第四水雷戦隊（第十一駆逐隊欠）・潜水母艦長鯨が、19日には摂津、矢風がそれぞれ陸戦隊輸送で上海に到着。
23日に国際租界・南京通りの先施百貨店が航空機に爆撃され大きな被害が出た。店員と客のちぎれた体の一部が散らばり、近くの建物の中の人間や、周囲の道路では通行人や信号整理の警官、通りがかりのバスの乗客が被害を受け、死傷した。が、日中両軍とも自軍の関与を否定し互いに相手を非難しており、この爆撃が中国軍によるものなのか、日本軍によるものかはっきりしない。

## 日本軍による上海爆撃
16日以降に艦載機を飛ばせるほど天候が回復したため、加賀に加えて第一航空戦隊（鳳翔、龍驤）と神威の搭載機が虹橋飛行場などの上海周辺地域や上海市内の敵陣地に対して空爆を行い、16日に第一航空戦隊は敵機10機破壊と2機撃墜を記録。
17日以降から神威が呉淞沖に移動して直接援護を行った。
19日に第二十三航空隊及びその臨時の母艦となった潜水母艦大鯨が上海に到着。25日に第二十三航空隊は江南造船所を空爆し、係留されていた中華民国海軍の砲艦永建を撃沈した。これは知られている中で日本軍航空機による艦船撃沈第一号である。
27日に第十二戦隊は第三航空戦隊となった。
なお第三艦隊内で空爆により第三国の所有する資本に被害が出ていることが問題視され、22日に連合艦隊へ上海市内への空爆を見合すよう申し入れているが却下されている。
26日には南京駐在の英国大使を乗せた車両が日本海軍機によって銃撃され、大使が重傷を負った。この時期、民間人被害は専ら、日本軍の高射砲の砲弾の破片や榴散弾の弾丸が落下しそれを受けた、ミスにより砲撃の着弾距離が足りずに近辺に着弾した砲弾の被害を受けたといったことが主体となっている。
８月28日ほぼ2週間の戦闘の後、緊張が和らぎ、北部での軍事境界線が撤去されたように見えたが、日本軍は南側で攻撃に出ることを計画していた。南市の駅で避難のための列車を待っていた数百人の避難民の列に日本軍機の爆弾が落された。避難民の多くが女性、子供であったという。日本側は中国兵がいたためと主張したが、現場に入った外国人ジャーナリストらによって、この主張は完全に否定された。このとき、有名な泣く幼児の写真が撮られ、世界中に流れ、日本軍の戦闘活動に対する国際的な批判を高めた（参照：上海南駅の赤ん坊）。この事件が、誤爆による民間人の最後の大規模被害となったが、戦闘はこの後も数週間続き、日本側の対空砲火の破片や砲撃ミスによる民間人の被害は続いた。泣く幼児の写真を撮ったカメラマンの首には日本側から賞金が懸けられ、そのため当人は上海を脱出することになったという。

## 参加兵力

### 日本海軍
- 第三艦隊（指揮官：長谷川清中将）
  - 中支部隊（旗艦：出雲）
    - 第十一戦隊

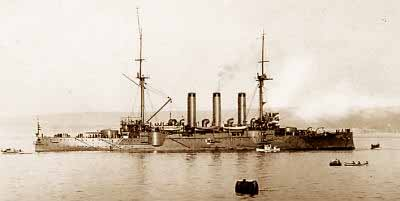
第三艦隊旗艦「出雲」

      - 砲艦安宅、鳥羽、勢多、堅田、比良、保津、熱海、二見
      - 敷設艦八重山
      - 駆逐艦栗、駆逐艦栂、駆逐艦蓮

    - 第十六駆逐隊：朝顔・夕顔・芙蓉・刈萱
    - 第一水雷戦隊（旗艦：川内）
      - 第二駆逐隊：村雨、夕立、春雨、五月雨
      - 第九駆逐隊：有明、夕暮、白露、時雨
      - 第二十一駆逐隊：初春・子日・初霜・若葉

    - 第八戦隊
      - 軽巡洋艦3隻（鬼怒、名取、由良）

  - 上海海軍特別陸戦隊

16日以降
- 第三水雷戦隊
  - 軽巡北上
  - 第23駆逐隊：菊月、三日月、望月、夕月
  - 第21水雷隊：千鳥、真鶴、友鶴、初雁
- 第一航空戦隊
  - 空母鳳翔、龍驤
- 第二航空戦隊
  - 空母加賀
- 第十二戦隊
  - 水上機母艦神威

18日以降
- 第四水雷戦隊
  - 軽巡木曾
  - 第6駆逐隊：雷、電、響、
  - 第10駆逐隊：狭霧、漣、暁
- 潜水母艦長鯨
- 第二十三航空隊
  - 潜水母艦大鯨

### 中国空軍
- 第2大隊（指揮官：張廷孟中校）
  - ノースロップ ガンマ2EC - 27機
- 第5大隊（指揮官：丁紀徐中校）

## その後
この事件については当日に仏領事が、翌15日にはヒュー・ナッチブル＝ヒューゲッセン英大使、ネルソン・ジョンソン米大使、ポール＝エミール・ナジアル仏大使がそれぞれ中国側に空爆の抗議を行った。上海のフランス租界工部局も15日夕刻に、フランス租界上空に中国軍航空機が進入することを許さず、そのような場合には有効適切な処置を取ると発表した。実際に、16日にフランス租界上空を通過した中国軍航空機に対して、フランス駐屯軍は高射砲の一斉射撃を行っている。
この爆撃に参加した者には特に処罰は下されなかった。しかし8月30日、今度は杭州湾に展開していた第4大隊22中隊が米国民間船「プレジデント・フーヴァー号」を日本の兵員輸送船と誤認して攻撃、船員数名が死亡する事件が起こった。アメリカ政府は駐米大使王正廷を国務省に召喚して厳重抗議を行い、結果22中隊長の黄光漢は銃殺刑（のち恩赦）、第5大隊長兼駆逐司令官の丁紀徐に軍籍剥奪処分が下された。
事件から半年後の1938年頭、周至柔は宋美齢との抗争に負けて失脚、空軍軍官学校教育長に左遷され、爆撃の責任者であった張廷孟もソ連空軍志願隊の連絡要員に左遷された。しかし、宋美齢が負傷して空軍への影響力が弱まり、銭大鈞が汚職で失脚すると復権した。
その後11月11日のノースロップ2E三機による空母加賀襲撃（命中せず）などを除けば中国空軍に目立った動きはなく、開戦から1938年までの半年間で中国空軍は戦力の大部分を損失し、以後はソ連から派遣された空軍志願隊が中心となって活動することになる。
95式水上偵察機が迎撃任務で活躍したことは日中双方の印象に残り、緒戦における中国空軍の活動に大きな支障を与えた。日本側では後の二式水上戦闘機及び強風の開発に繋がった。

## 上海爆撃を描いた作品
- 『支那事変海軍作戦記録』（海軍省写真班撮影、海軍省、1939年）